# Hans von Aschersleben
Hans von Aschersleben (getauft 24. Dezember 1698 in Crussow in der Uckermark; † 7. Januar 1772 in Klockow in der Uckermark) war ein preußischer Offizier und Beamter.

## Leben

### Familie
Hans von Aschersleben entstammte der adligen uckermärkischen Familie von Aschersleben. Er war der Sohn von Ernst Sigmund von Aschersleben, Erbherr auf Crussow, Dobberzin und Polssen in der Uckermark; er hatte noch vier Brüder, darunter der spätere Kammerpräsident Georg Wilhelm von Aschersleben.
1722 heiratete er Eleonora Magdalena, die Tochter des Ministers Friedrich von Görne, und erhielt dadurch eine Mitgift in Höhe von 10.000 Talern.

### Werdegang
Über die Schulausbildung von Hans von Aschersleben liegen keine Hinweise vor.
Er trat in das preußische Heer ein und wurde um Leutnant befördert.
Nach dem Tod seines Vaters erhielt er am 15. September 1722 die von ihm ersuchte Volljährigkeitserklärung, um sich mit seinen Geschwistern vergleichen zu können, weil er das väterliche Gut übernehmen wollte. Er beendete darauf seinen Dienst beim Militär und wurde in der Uckermark ansässig und war als Kreisdeputierter tätig.
Im Februar 1731 wurde er zum Landrat des Stolpirischen Kreises gewählt und besaß das Gut Klockow bei Schönfeld. 1736 kam es zu einem Gebietstausch zwischen dem Amt Löcknitz und dem Uckermärkischen Kreis, sodass Klockow vollständig zum Uckermärkischen Kreis gehörte, dafür kam Wallmow vollständig zum Amt Löcknitz.
Als Nachfolger für den verstorbenen Carl Erdmann von Stotz (1703–1752) erfolgte im Mai 1753 seine Ernennung zum Vize-Landesdirektor im Uckermärkischen Kreis und nach dem Tod von Hans George von Otterstedt (1682–1753) wurde er zum Verordneten bei der kurmärkischen Landschaft ernannt; seit 1763 war er, als Nachfolger von Friedrich Wilhelm von Wedel (1709–1763) erster Landesdirektor der Kurmärkischen Landschaft (siehe auch Verwaltungsgliederung Preußens#Provinzen).
Ein Jahr vor seinem Tod stiftete er 1771 das Majorat Klockow, das 1775 einen Wert von rund 107.000 Talern hatte und von seinem Bruder Georg Wilhelm von Aschersleben übernommen worden war.